# Giuseppe Pirovani
Giuseppe Pirovani, né vers 1755 et mort vers 1835, est un peintre italien de la période néoclassique, actif principalement à Brescia.

## Biographie
Giuseppe Pirovani est né à Pavie dans une famille originaire de Brescia. Son père est un marchand. Il remarque l'affinité et la capacité de son fils à dessiner pendant qu'il travaille et l'envoie donc étudier à Rome sous Pompeo Battoni. Il peint des retables à Brescia.
Giuseppe Pirovani meurt lors d'un voyage de Rome à Filadelphia, où il devait décorer l'Hôtel de Ville.